# Kyselina fosforná
Kyselina fosforná neboli dihydridohydrogenfosforečná H3PO2 je bílá krystalická látka, která vzniká reakcí: 
| PH3 + 2I2 + 2H2O → H3PO2 + 4HI | \| \| \| \| \| \| \| \| |  |
|                                |                         |  |
|                                |                         |  |

Je to jednosytná kyselina, není teplotně stabilní, při teplotách vyšších než 130 °C se rozkládá za vzniku fosfanu, fosforu, vodíku a kyseliny fosforité. Má silné redukční vlastnosti a je dobře rozpustná ve vodě a v alkoholech.